# East Sahuarita
East Sahuarita war ein Census-designated place (CDP) im Pima County im US-Bundesstaat Arizona. Westlich verläuft die Interstate 19.